# Psammophis praeornatus
Espèce
Synonymes
- Dendrophis praeornatus Schlegel, 1837
- Dromophis praeornatus (Schlegel, 1837)
- Dromophis praeornatus var. gribinguiensis Angel, 1921

Psammophis praeornatus est une espèce de serpents de la famille des Lamprophiidae. 

## Répartition
Cette espèce se rencontre :
- au Sénégal ;
- en Guinée-Bissau ;
- au Mali ;
- au Ghana ;
- au Togo ;
- au Bénin ;
- dans le sud du Niger ;
- au Burkina Faso ;
- au Nigeria ;
- au Cameroun ;
- en Côte d'Ivoire ;
- en République centrafricaine.

## Liste des sous-espèces
Selon The Reptile Database (19 février 2014) :
- Psammophis praeornatus gribinguiensis (Angel, 1921)
- Psammophis praeornatus praeornatus (Schlegel, 1837)

## Publications originales
- Angel, 1921 : Sur des Reptiles de la Région du Gribingui. Bulletin du Muséum national d'histoire naturelle, vol. 27, p. 141-142 (texte intégral).
- Schlegel, 1837 : Essai sur la physionomie des serpens, La Haye, J. Kips, J. HZ. et W. P. van Stockum, vol. 1 (texte intégral) et vol. 2 (texte intégral).